# نوپسرها نیگریسپس
نوپسرها نیگریسِپس یک گونه سوسک از خانوادهٔ سوسک‌های شاخک‌دراز است. چارلز جوزف گاهان در سال ۱۸۹۴ این گونه را توصیف و بررسی کرد. این گونه در کشورهای میانمار، لائوس، مالزی و ویتنام یافت شده است.